# Kanton Gâtinais en Bourgogne
Kanton Gâtinais en Bourgogne (fr. Canton de Gâtinais en Bourgogne) je francouzský kanton v departementu Yonne v regionu Burgundsko-Franche-Comté. Tvoří ho 24 obcí. Zřízen byl v roce 2015.

## Obce kantonu
- La Belliole
- Brannay
- Chéroy
- Collemiers
- Cornant
- Courtoin
- Dollot
- Domats
- Égriselles-le-Bocage
- Fouchères
- Jouy
- Lixy
- Montacher-Villegardin
- Nailly
- Saint-Agnan
- Saint-Valérien
- Savigny-sur-Clairis
- Subligny
- Vallery
- Vernoy
- Villebougis
- Villeneuve-la-Dondagre
- Villeroy
- Villethierry